# Saxophone Music
Glasba za saksofon, kdaj naslovljena tudi kar z imenom izvajalcev, je album Avstrijskega saksofonskega orkestra (nemško Austria Saxophon-Orchester, angleško Austrian Saxophone Orchestra, francosko Austria Saxophon Orchestra) ki je prvič izšel kot glasbena CD plošča leta 1992 pri založbi Antes Edition.

## Različne izdaje
Vsebina albuma je povsod enaka ne glede na različna poimenovanja ali obliko izdaje.
Kot založnik je vedno na naslovnici naveden Antes Edition, oziroma Bella Musica.
Po prvi CD izdaji (31. januarja oziroma 1. februarja 1992) sledijo še audio kaseta (leta 1994) in ponatis glasbenega CD-ja (30. decembra 1999).
Digitalne (MP3 in streaming) izdaje nosijo datum 9. februar ali 28. marec 2008.

## Seznam posnetkov
| CD              | CD | CD                    | CD                                     | CD      |
| Št.             | Naslov | Pisec                 | Priredba                               | Dolžina |
| --------------- | --- | --------------------- | -------------------------------------- | ------- |
| 1.              | „Saxophon Fanfare: aus den Wörten CD und SAX‟ (za 12 saksofonov: sopranino, 2 sopran, 3 alt, 3 tenor, 2 bariton, basovski saksofon in tolkala)          | E. M. Freudenthaler   |                                        | 1:21    |
| 2.              | „Na Drini‟ (koračnica za saksofonski orkester) | S. Binički            | L. Leško, O. Vrhovnik                  | 3:12    |
| 3.              | „Intrada‟ (za 7 saksofonov: sopran, 2 alt, 2 tenor, bariton in basovski saksofon)                                                                       | L. Leško, O. Vrhovnik |                                        | 4:07    |
| 4.              | „CAPRICCIOS FÜR SAXOPHON QUARTETT: Rondo capriccioso (3:11) / Adagio, a capriccio (2:55) / Scherzo (2:27)‟ (za sopran, alt, tenor in basovski saksofon) | E. M. Freudenthaler   |                                        | 8:36    |
| 5.              | „Saxophonie 10‟ (za sopran, 2 alt, tenor in basovski saksofon)                                                                                          | K. Haidmayer          |                                        | 3:46    |
| 6.              | „Kaleidoskop‟ (za 3 alt, 2 tenor, bariton in basovski saksofon)                                                                                         | F. Cibulka            |                                        | 4:15    |
| 7.              | „TUT SUITE: Mit Schwung (1:39) / Schnell (1:19) / Graziös (1:01) / Schnell (1:34)‟ (za sopran, 3 alt, 2 tenor, bariton in basovski saksofon)            | D. Johnston           |                                        | 5:33    |
| 8.              | „Jugoslavijo‟ (za saksofonski orkester) | D. Živković           | L. Leško, O. Vrhovnik                  | 3:08    |
| 9.              | „Fata Morgana: Repetition contra Reflexion‟ (za 12 saksofonov: sopranino, 2 sopran, 3 alt, 3 tenor, 2 bariton, basovski saksofon in tolkala)            | E. M. Freudenthaler   |                                        | 5:42    |
| 10.             | „Abendglocken‟ (za saksofonski orkester) |                       | L. Leško, O. Vrhovnik, J. Mösenbichler | 6:06    |
| 11.             | „HIGH JINKS: Con brio (1:51) / Parlando (2:41) / Allegro di molto (1:02)‟ (za sopran, alt, tenor in basovski saksofon)                                  | D. Johnston           |                                        | 5:34    |
| 12.             | „Čardaš / Cardas‟ (za altovski saksofon solo in ansambel: sopran, 2 alt, 2 tenor, bariton, basovski saksofon in tolkala)                                | V. Monti              | J. Mösenbichler                        | 4:39    |
| Skupna dolžina: | Skupna dolžina: | Skupna dolžina:       | Skupna dolžina:                        | 54:56   |

## Sodelujoči

### Avstrijski saksofonski orkester / Austria Saxophon-Orchester / Austrian Saxophone Orchestra
- Oto Vrhovnik – dirigent

### Solist
- Oto Vrhovnik – altovski saksofon na posnetku 12